# Résolution 21 du Conseil de sécurité des Nations unies
Membres permanents
- Chine
- États-Unis
- France
- Royaume-Uni
- URSS

Membres non permanents
- Australie
- Belgique
- Brésil
- Colombie
- Pologne
- Syrie

Résolution no 20 Résolution no 22
La résolution 21 est une résolution du Conseil de sécurité de l'ONU qui a été votée le 2 avril 1947  et qui décide que les îles autrefois allemandes et placées en 1920 sous tutelle japonaise par la Société des Nations seront placées sous la tutelle des États-Unis puisque le Japon n'y exerce plus aucune autorité.

## Texte
- Résolution 21 sur fr.wikisource.org
- Résolution 21 sur en.wikisource.org